# Martin Buß
Martin Buß (* 7. April 1976 in Berlin) ist ein ehemaliger deutscher Hochspringer.
In seiner Jugend war er zunächst Fußballer und begann 1993 als 17-Jähriger bei den Neuköllner Sportfreunden in Berlin mit der Leichtathletik. Bereits nach zwei Jahren wurde er 1995 Zweiter bei den Junioreneuropameisterschaften in Cottbus (2,19 m), bei den Weltmeisterschaften 1997 in Athen kam er auf den neunten Platz. 1999 wurde er bei den Hallenweltmeisterschaften in Maebashi Vierter, bei den Weltmeisterschaften in Sevilla errang er die Bronzemedaille. Bei den Olympischen Spielen 2000 in Sydney fehlte er wegen eines Achillessehnenanrisses.
Bei den Weltmeisterschaften 2001 in Edmonton hatte er bei der Höhe von 2,33 m einen Fehlversuch mehr als die beiden Russen Wjatscheslaw Woronin und Jaroslaw Rybakow. Als beide Konkurrenten diese Höhe meisterten und Buß riss, ließ er sich für seine beiden verbleibenden Versuche 2,36 m auflegen, die er dann als einziger übersprang. Er wurde somit der bislang einzige deutsche Weltmeister im Hochsprung.
Nach einem siebten Platz bei den Europameisterschaften 2002 in München machten ihm zunehmend Probleme mit dem Knie zu schaffen. Er unterzog sich vier Operationen und pausierte bis zum Januar 2005, konnte danach aber nicht mehr an seine alten Leistungen anknüpfen.
Martin Buß ist 1,95 m groß und wiegt 82 kg. Er startete zunächst für den OSC Berlin, ab 2001 für TSV Bayer 04 Leverkusen und ab 2005 für den Barmer TV aus Wuppertal. Im Oktober 2006 erklärte er seinen Rücktritt vom Spitzensport und begann bei der Polizei eine Ausbildung für den gehobenen Dienst. Er ist verheiratet, hat drei Söhne und lebt in Berlin-Neukölln.
2016 nahm Buß an der Neuauflage vom Familien-Duell teil.

## Persönliche Bestleistungen
- Hochsprung: 2,36 m, 8. August 2001, Edmonton
  - Halle: 2,34 m, 27. Februar 2000, Gent
- Weitsprung: 7,75 m, 31. August 1999, Berlin